# Hypocnemoides
Hypocnemoides är ett litet fågelsläkte i familjen myrfåglar inom ordningen tättingar. Släktet omfattar endast två arter som förekommer i Amazonområdet i Sydamerika:
- Svarthakad myrfågel (H. melanopogon)
- Bandstjärtad myrfågel (H. maculicauda)